# 삐까뽀 친구들
삐까뽀 친구들은 2000년 2월 18일부터 5월 12일까지 KBS에서 방영된 최초의 3D애니메이션이다. 

## 방송 일시
| 방송 채널 | 방송일                     | 방송 시간 |
| --------- | -------------------------- | --------- |
| KBS2      | 2000년 2월 18일 ~ 5월 12일 | 종료      |

## 등장인물
- 《스탠드 아가씨 미스 탠디》
- 《전자계산기 수리》
- 《시컴맨》
- 《수리센터 박사》
- 《전축 할아버지》
- 《청소기 큼큼이》
- 《똘이》
- 《빅토》
- 《돌돌이》
- 《말마나 여사》
- 《삐약이》
- 《토스티 여사》
- 《따끈이 여사》
- 《세라》

## 목소리 출연
- 홍영란
- 김정애
- 이재명
- 문관일
- 최문자
- 임은정
- 김환진